# 埃及金字塔
29°58′31.58″N 31°07′56.32″E / 29.9754389°N 31.1323111°E

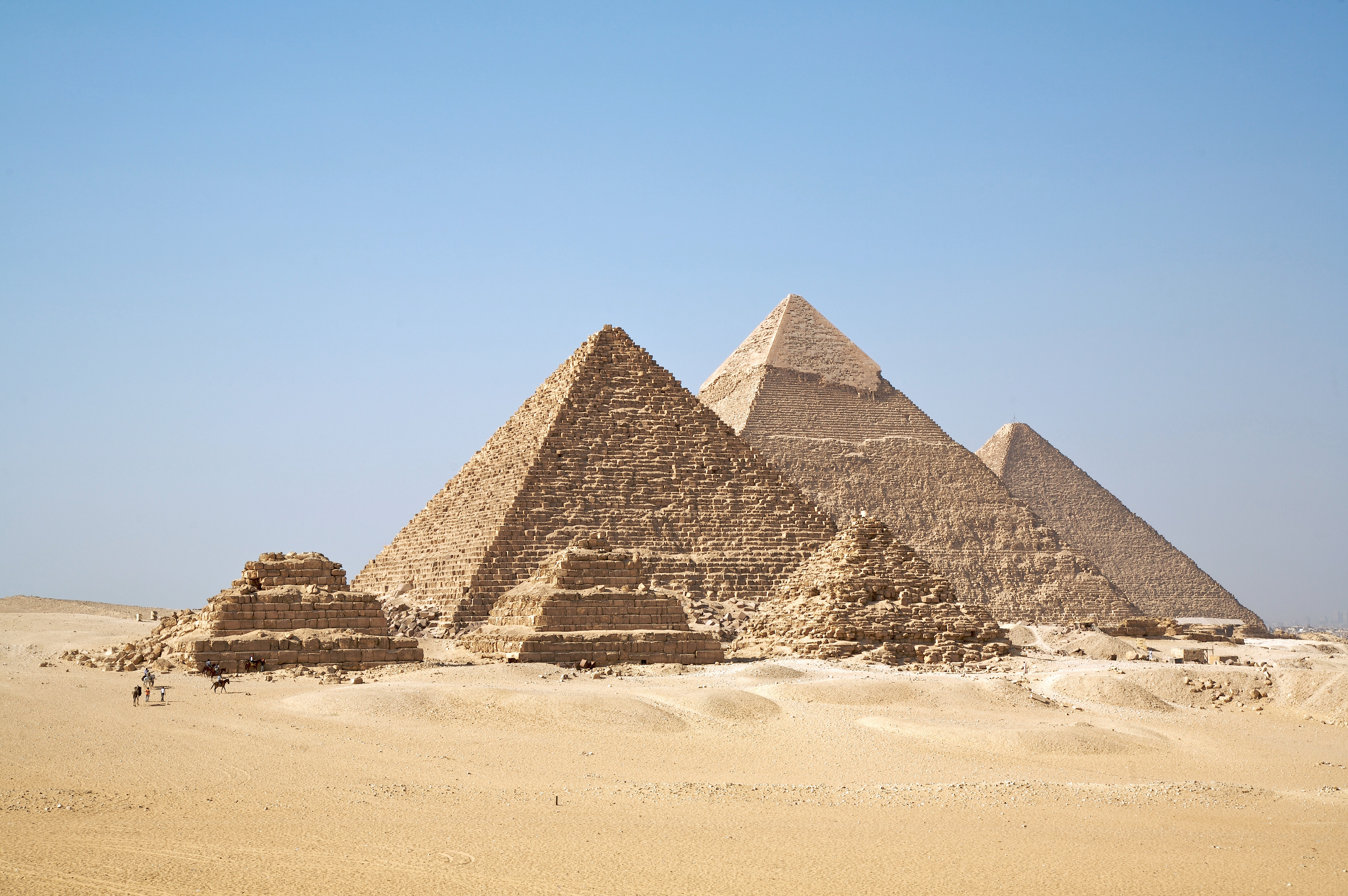
吉薩金字塔群

吉薩金字塔群區地圖

埃及金字塔（阿拉伯语：‎、聖書體: 𓍋𓅓𓂋𓉴）相传是古埃及法老（国王）的陵墓，金字塔主要流行于埃及古王国时期，距今4600年。陵墓基座为正方形，四面则是四个相等的三角形（即方錐體），侧影类似汉字的“金”字，故中文称为金字塔。金字塔是古代世界七大奇蹟之一。
埃及金字塔是至今最大的建築群之一，成為古埃及文明最有影響力和持久的象徵之一，這些金字塔大部分建造於埃及古王國和中王國時期。
大部分研究來源顯示埃及存在的金字塔結構數目有81座到120座金字塔，而大多數學者贊成較高的數目。1842年，卡尔·理查德·莱普修斯製作了埃及金字塔列表，當時他計算有67座，但在他後來的考古生涯中有更多經他鑑定和發現的金字塔。
許多不精确的計數，則是因為與許多保存不佳的小金字塔殘骸和碎石陵墓有關，其殘骸經常難以確認該陵墓是否為金字塔型構造，但它們確實存在也是經考古學家研究及鑑定的，大部分會將這些難以確認的遺跡分區歸類、編組計算數目，其中由北到南最重要觀察範圍中。
金字塔的主要用途為法老王的陵寢，有保護法老王的功能，並讓法老王由人轉為神的安全設施，讓法老王升往天界。金字塔具有強大的宗教目的，而古法老王為完成金字塔，不惜金錢、人力成本與代價。
2007年12月26日，埃及古蹟最高委員會負責人宣稱，埃及將通過適用於全球各地的法律，要求複製埃及金字塔或人面獅身像等埃及古蹟者支付版權費作為埃及數千座法老古蹟的維修費，但不禁止全球各地藝術家利用繪畫或其他方式來複製各時期法老古蹟與埃及古蹟以獲得利益，只要這些作品「不是百分之百複製品」就可以。

## 金字塔区

### 阿布拉瓦須
阿布拉瓦須（Abu Rawash）金字塔殘骸是在莱普修斯研究中埃及最北的金字塔之一 ，是一座埃及法老胡夫的兒子及其繼承者的陵墓，最初認為這座金字塔從來沒有完成過，但現今考古學認為它不只已完工，而且原來的大小約與孟卡拉金字塔相似，也是埃及第六大金字塔。

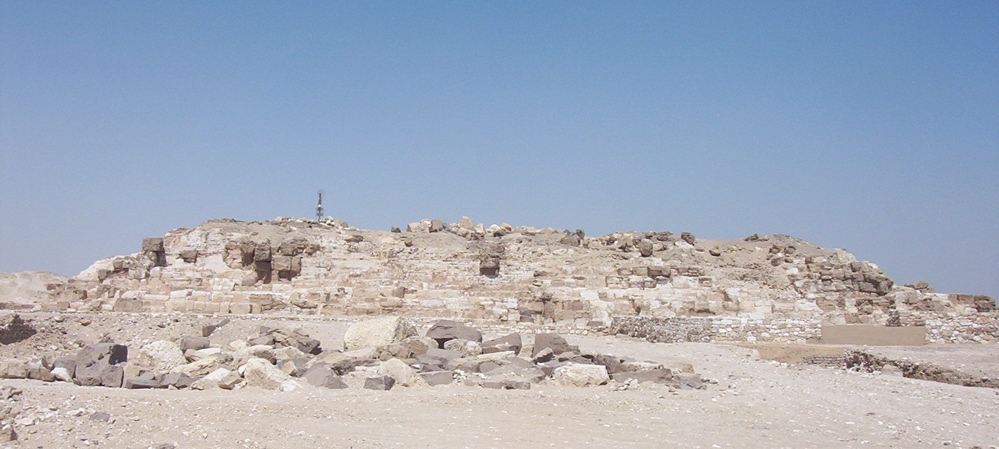
阿布拉瓦須的金字塔殘骸

不幸的，它的位置接近主要的交通要道處，使得它反而被當成其他建築的石材來源，被露天開採及毀壞時間約為歐洲古羅馬時代時，剩下分散的殘骸僅剩下內部堆疊的石路和石堆構成金字塔的核心，不過鄰近還有一個保存較好的衛星金字塔。

### 吉薩

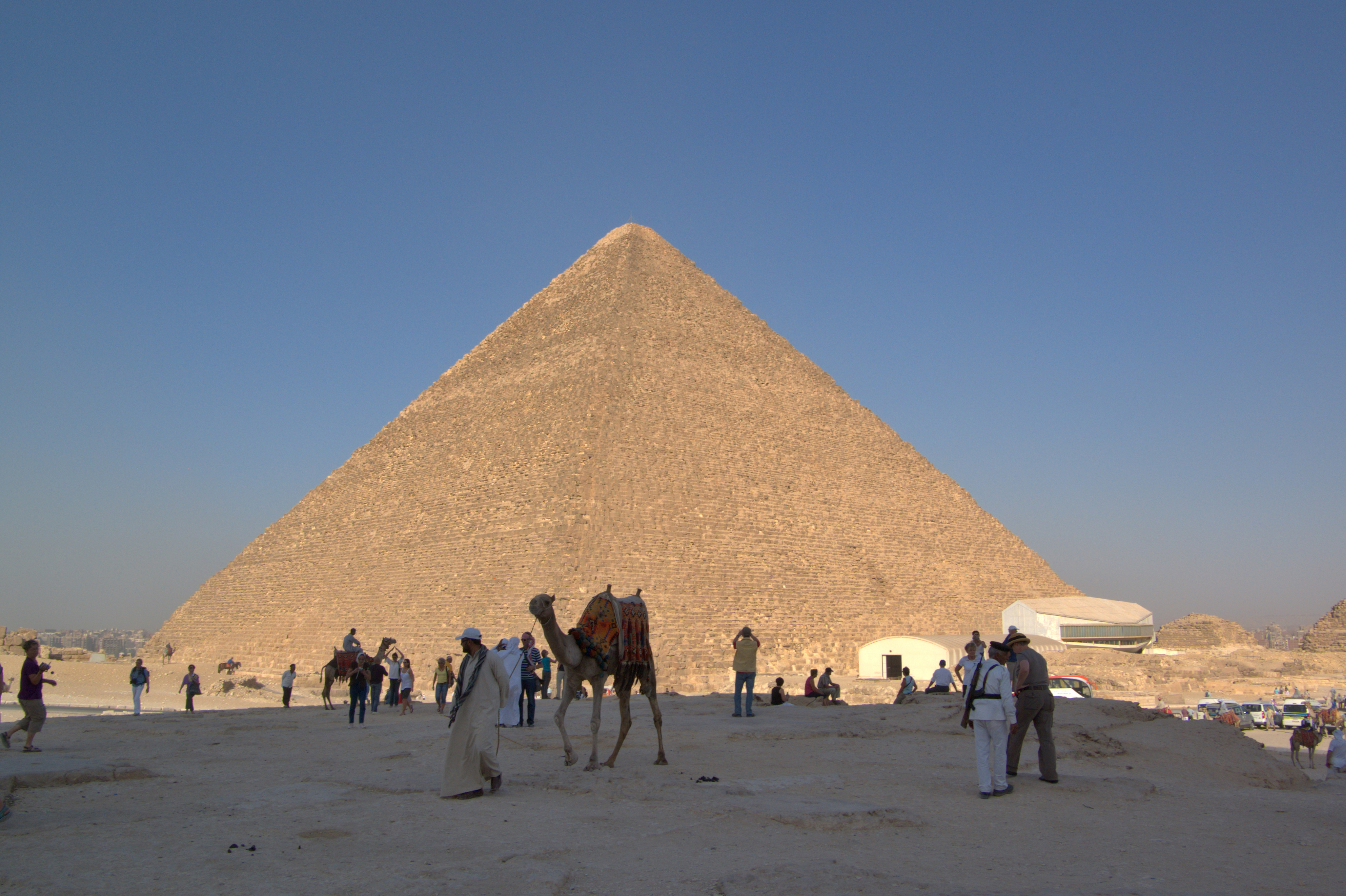
胡夫金字塔

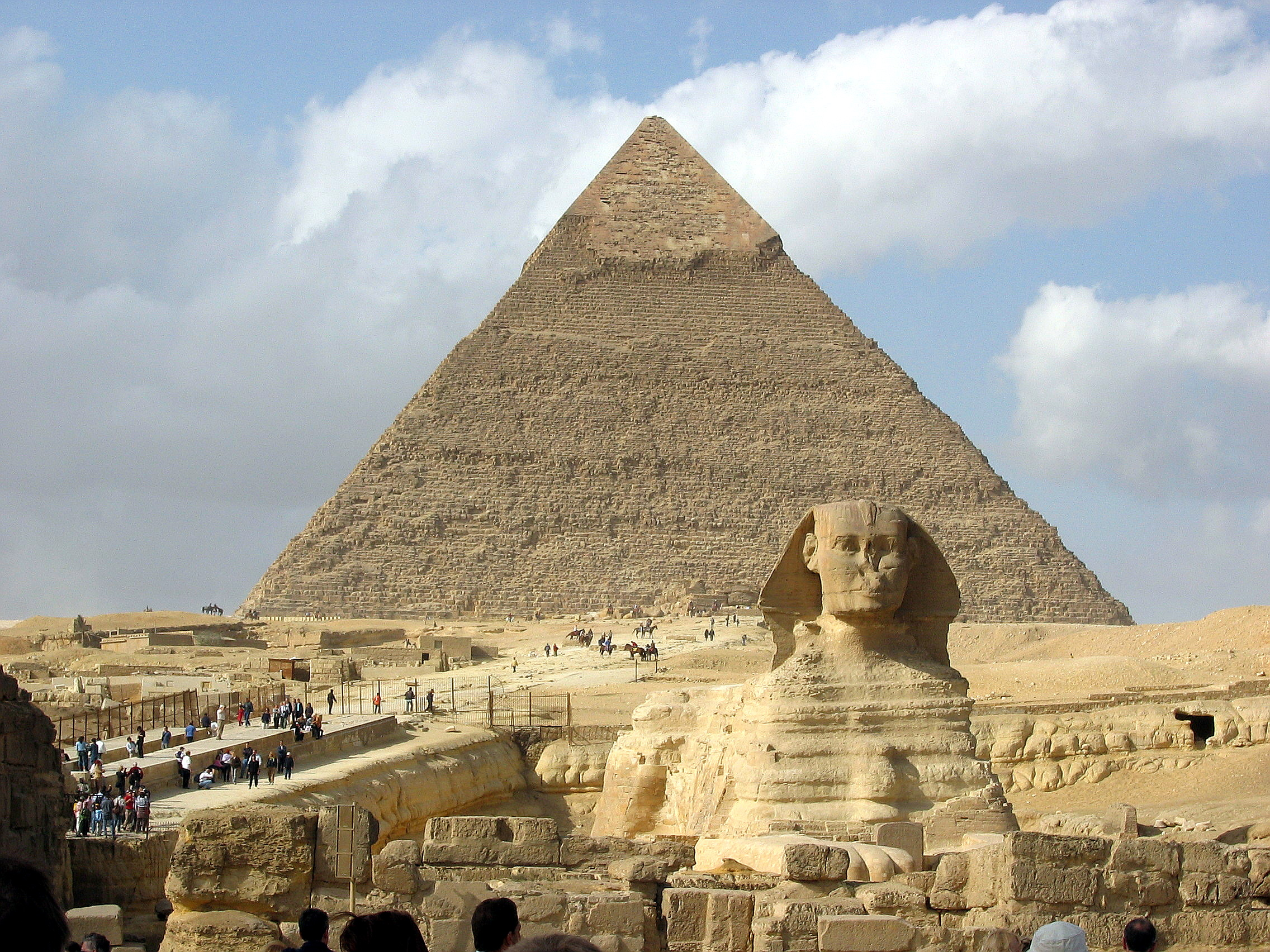
卡夫拉金字塔及獅身人面像

位於吉薩的胡夫金字塔（又稱「大金字塔」、「奇歐普斯金字塔」）、第二大的卡夫拉金字塔及孟卡拉金字塔，附近還分布著許多較小的附屬金字塔及獅身人面像。
在這三座主要的金字塔中，只有卡夫拉金字塔還保留部分原始磨光的石灰岩外殼，覆蓋於它的頂端附近，特別的是，這座金字塔看上去似乎比臨近的胡夫金字塔大，起因為其憑藉著較高的地基位置和較斜的金字塔角度，但實際上，無論是高度還是體積，卡夫拉金字塔皆比胡夫金字塔小了一些。

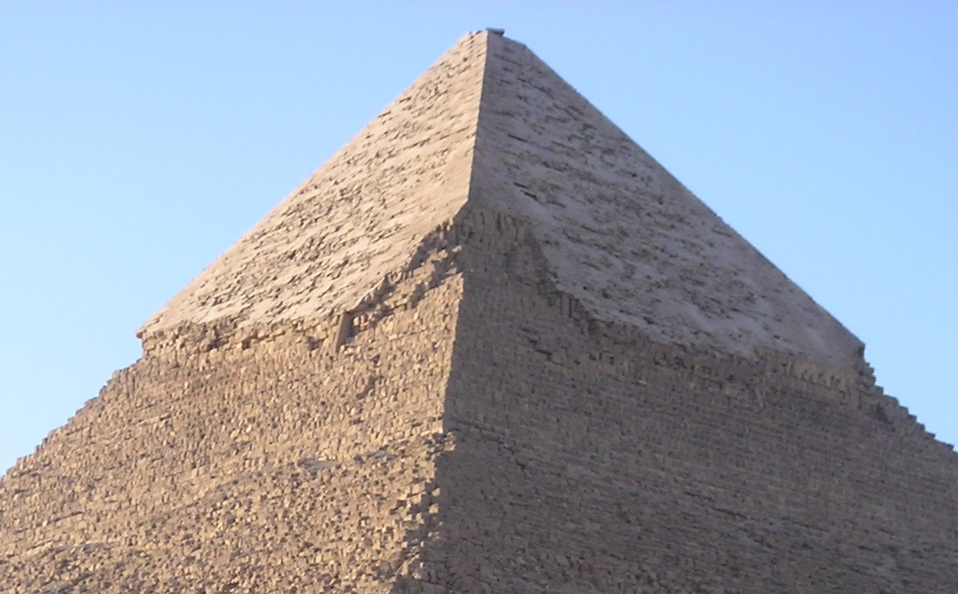
卡夫拉金字塔頂部還保留的外殼

吉薩金字塔群是自古以來全球觀光客最常去的景點之一，其也是古希臘時代時由西顿的安提帕特列出的古代世界七大奇蹟之一。
而在現今，它是唯一一個依然存在的古代世界七大奇蹟。
這個位置原為古王國兩個未完成的金字塔，一般認為較北的結構屬於法老王內布卡（Nebka），而較南的結構屬於第三王朝的法老哈巴（塞肯凱特的繼承者），而卡巴僅僅四年的任期使的他的階梯金字塔在相當早時就已取消金字塔上部的工程，現今它大約高20米，雖然已經完工，但照原來的計畫，它將有原先的兩倍大。

### 阿布西爾

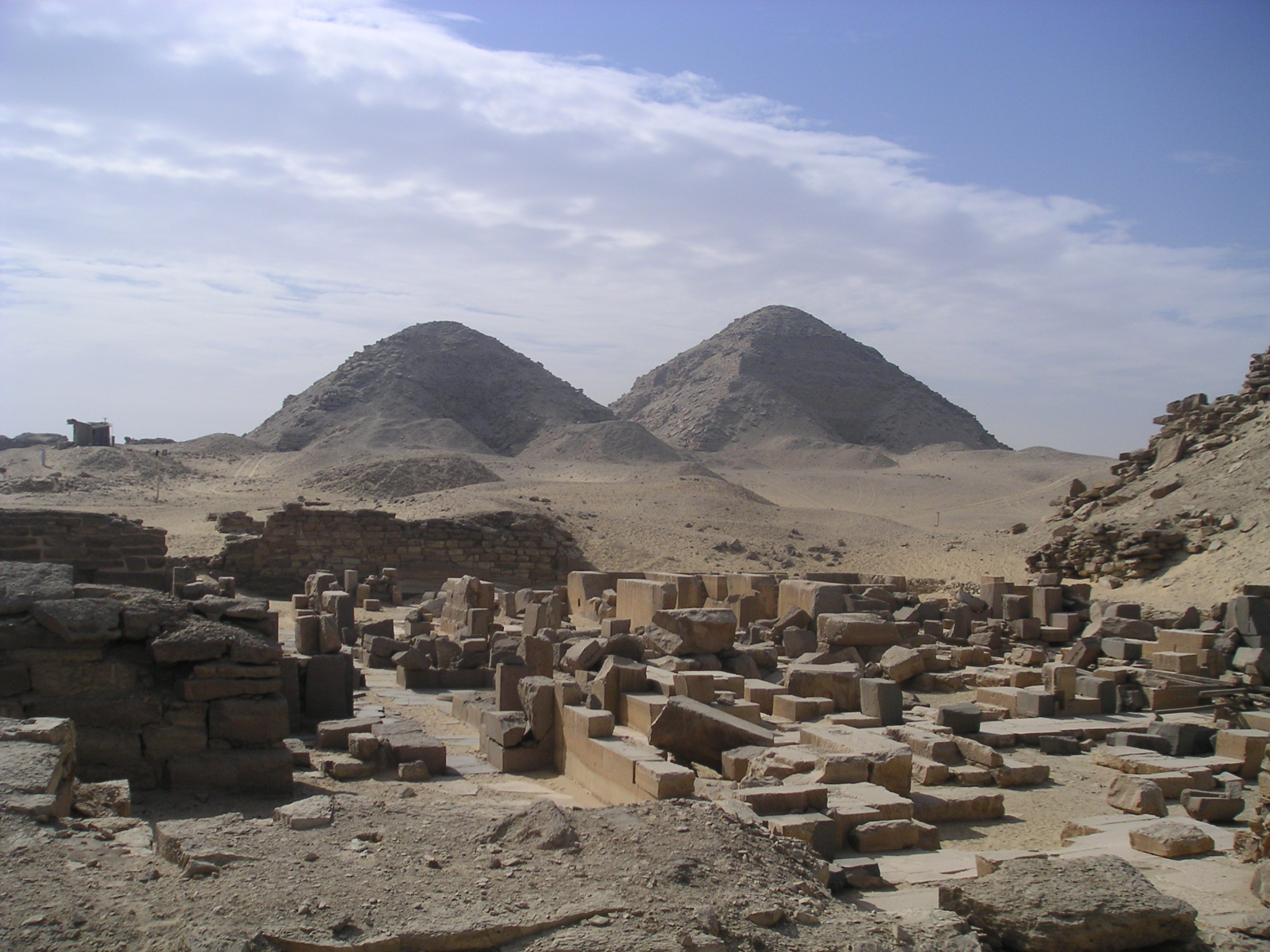
阿布西爾金字塔群

阿布西爾共有57座金字塔，在第四王朝、第五王朝期間曾被用作王室墓地，在阿布西爾可觀察出第五王朝的金字塔的建築品質、技術明顯的不及第四王朝，一般認為其代表著當時王室權力與經濟的衰退，這些第五王朝的金字塔比他們的前朝金字塔小，而修造的材料也是當地低品質的石灰岩。
這裡主要的金字塔是紐塞拉、內弗爾卡拉及薩胡拉的三座金字塔，其中紐塞拉金字塔是最完整的金字塔，此處也是蘭尼弗雷夫的殘骸金字塔的所在地。而所有在阿布西爾的金字塔皆建造為阶梯金字塔，另外最大的金字塔是內弗爾卡拉金字塔，一般認為它原先建成時為高約70米的階梯金字塔型，而後將階梯缺角處填充鬆散的石材而成為「真金字塔」，且也有固定表面。

### 塞加拉

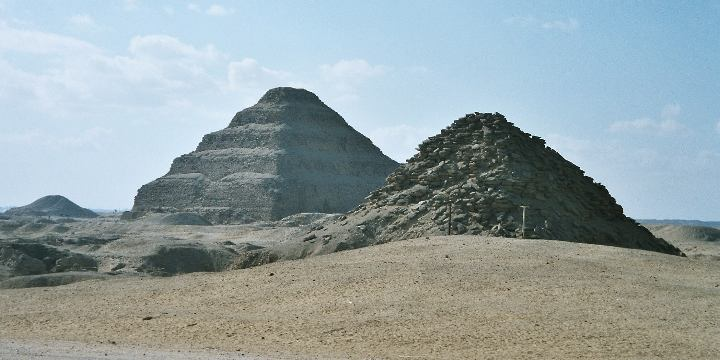
著名的階梯金字塔（左）及烏塞爾夫金字塔（右）

塞加拉主要的金字塔包含著名的左塞爾階梯金字塔、烏塞爾夫金字塔及特提金字塔，其中階梯金字塔也是埃及最古老的石造金字塔，此處還有烏納斯金字塔，其甚至還保留著金字塔堤道，是埃及保存最完好的建築堤道，而這座金字塔也是在古埃及最早被嘗式修復的金字塔之一，主持者是拉美西斯二世兒子之一的一個，塞加拉還是左塞爾繼承者塞肯凱特的毀壞階梯埋沒金字塔的所在地，考古學家認為這座毀壞的金字塔曾經被完工，甚至還比佐澤爾著名的階梯金字塔大。

### 達夏爾

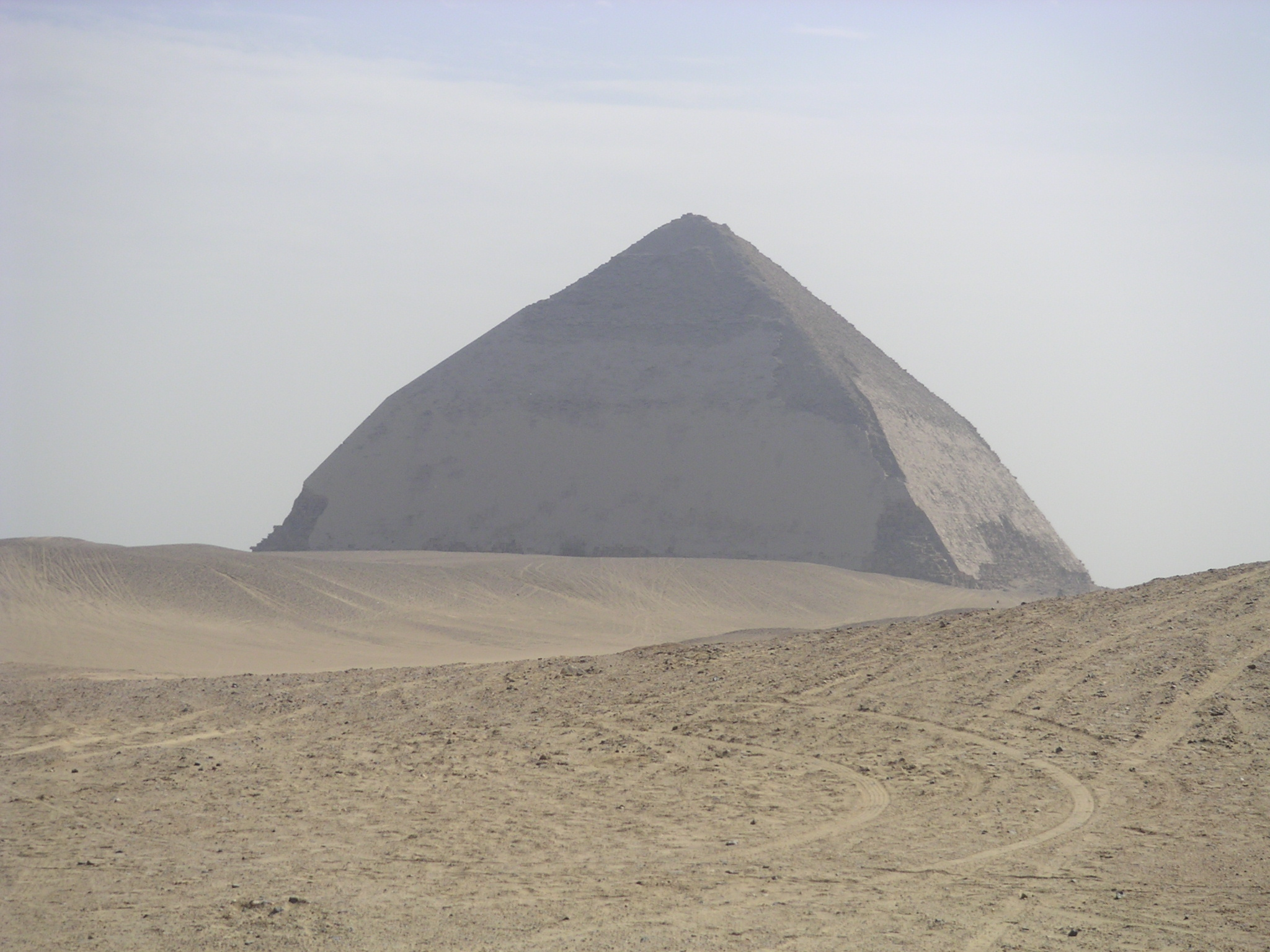
彎曲金字塔

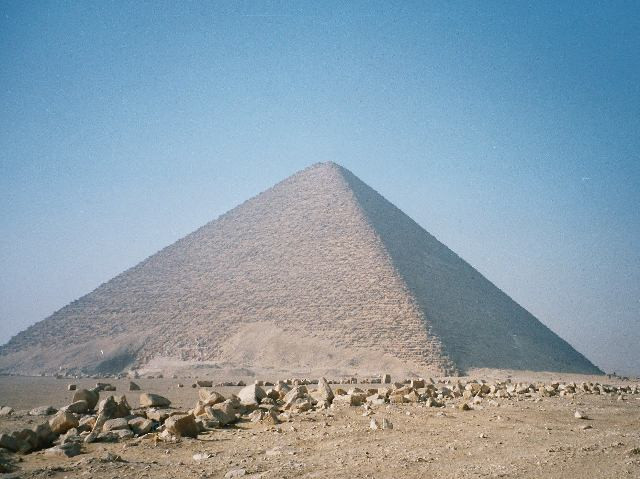
紅金字塔

達夏爾被認為是埃及除了吉薩、塞加拉以外最重要金字塔區之一，雖然直到1996年以前，仍因其位於一軍事管轄地內，使得難以進入該地研究，因此實際上在考古學中對它的所知甚少。
其中較南斯尼夫魯的金字塔是已知著名的彎曲金字塔，一般認為它是唯一僅存的幾個表面幾乎平滑的金字塔之一，它成功的保留了金字塔原始的石灰岩外殼，明亮的外觀表現了所有金字塔最原始光亮的一面。
而較北的金字塔則是斯尼夫魯的第二座金字塔紅金字塔，選定接近彎曲金字塔的建造地點，雖較彎曲金字塔晚建造，但卻成功的成為世界最早的真金字塔，其也是埃及第三大金字塔，僅次於吉薩的胡夫金字塔以及卡夫拉金字塔。另外，達夏爾附近還有一座阿蒙涅姆赫特三世的黑金字塔。

### 美茲哥哈納
美茲哥哈納（Mazghuna）位於代赫舒爾的南方，此地曾在第一中間期被許多法老用泥磚來建造金字塔，現今這些建築已耐不住風化而毀壞。

### 利斯特
利斯特的兩座主要的金字塔，是阿蒙涅姆赫特一世和其子辛努塞爾特一世的金字塔，而旁邊還圍繞著十個較晚建造的已毀附屬金字塔，其中一座小金字塔是已知阿蒙涅姆赫特一世親屬卡巴二世的，在利斯特附近還有一個著名的法尤姆綠洲（Faiyum Oasis），位於代赫舒爾與美杜姆中途，距離開羅約100公里，此地被認為鄰近古城伊塔威（Itjtawy），實際的古城殘骸位置是未確定的），此城在第十二王朝時曾為古埃及首都。

### 梅朵姆

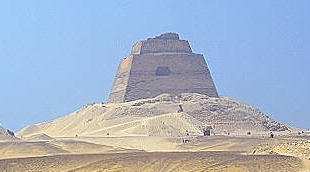
美杜姆金字塔

梅朵姆其中的一座梅朵姆金字塔（Meidum）是斯尼夫魯的金字塔，它是一座殘骸金字塔，但它還保留了一個完整的中心結構，被旁邊已倒塌的金字塔外殼及沙石圍繞著。
梅朵姆金字塔是斯尼夫魯的統治期間內所建造的三個金字塔中的其中一個，一般認為這座金字塔已經由斯尼夫魯的父親胡尼以及前代著手興建，然而這個學說也可能是不確定的，因為斯尼夫魯的名字並沒有出現在這個地點，另外有些考古學家認為梅朵姆金字塔可能是埃及最早嘗試建造的真金字塔，但後來工程並不成功。
梅朵姆金字塔的外部金字塔外殼在古代遭受了嚴重的崩塌，而現今只剩下內部核心的部分仍屹立著，使它成為一座外表奇特的金字塔，其底下座落的山丘並不是自然的，事實上，這座碎石山就是當時外殼崩塌時形成的。

### 哈瓦拉

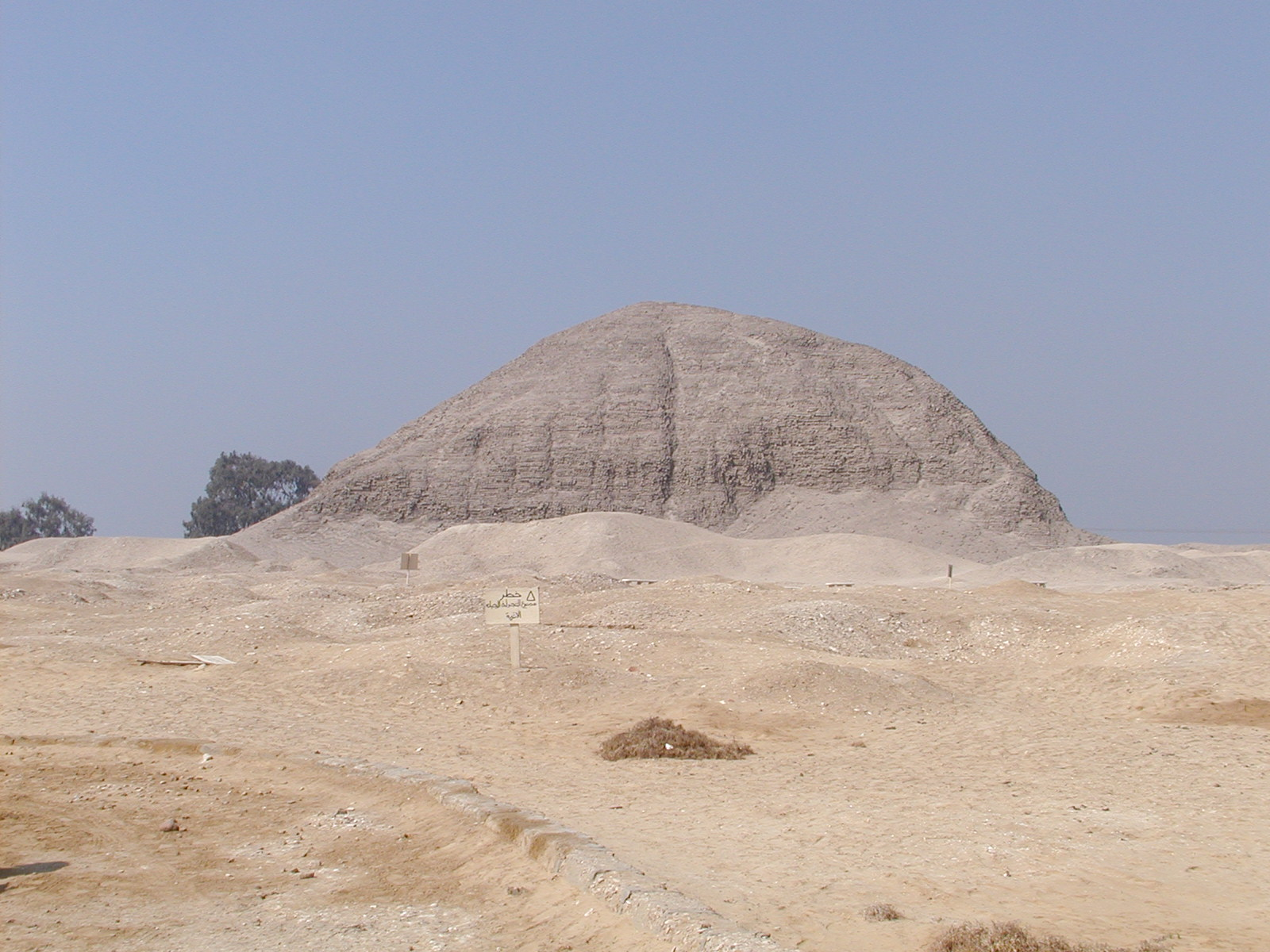
哈瓦拉的金字塔殘骸

哈瓦拉（Hawara）有一第十二王朝最後一位強而有力的法老阿蒙涅姆赫特三世其一的金字塔，接進法雍綠洲，一般推測它與代赫舒爾的黑金字塔同為他所建，而哈瓦拉的金字塔則是他最後的歸宿。

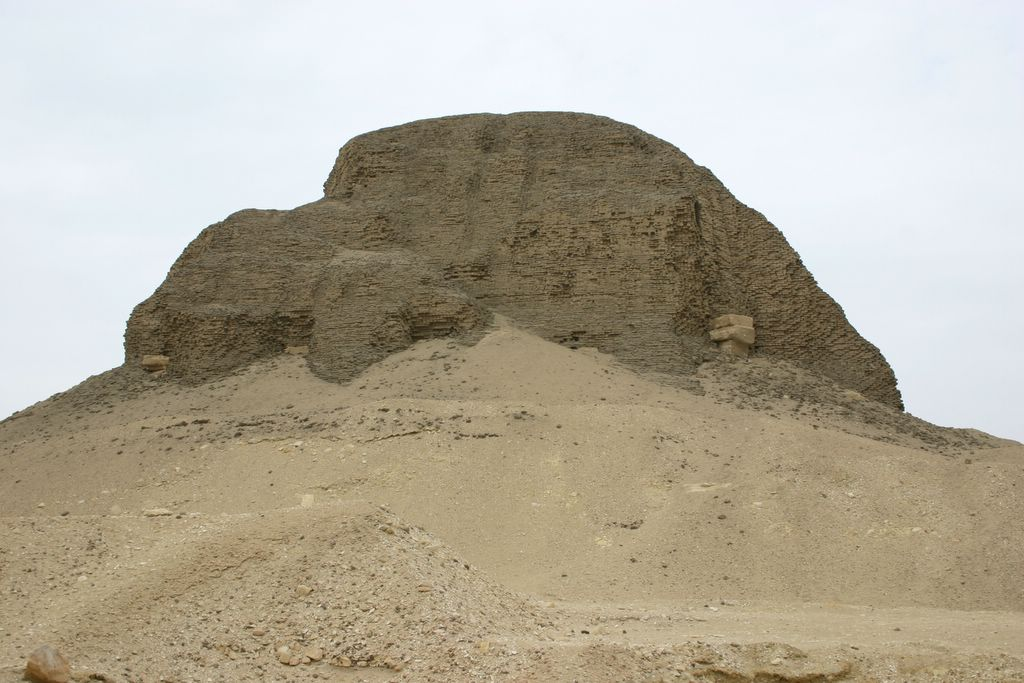
拉罕的金字塔殘骸

### 拉罕
拉罕有一薩努雷特二世的金字塔，是埃及最南的皇室金字塔，其建築師巧妙的利用其建築基地核心一個12米高的天然石灰岩山，大量減少了建造時所需的工作。

## 金字塔的建造
金字塔的建造方法没有任何文献记载。后人有几种推想。一种是用一个巨大的杠杆，一端用绳子绑住石块，另一端通过人力将石块吊往上方，然后将石块逐步往上堆砌。另一种推测是，用土堆成斜坡，利用木质滚轴将石块拉上去，土堆是环绕金字塔螺旋上升。也有人认为，第二种方法土堆的清除是一个很大的问题，因而推测开始用土堆，然后用杠杆。也有研究推测是将少量水倒入沙内减少摩擦力后，用滑车在沙地上运送石块。
金字塔的建築在他們的管理與組織能力給予我們一件沉默的證明。例如胡夫大金字塔佔地十三英畝，用兩百三十萬塊石頭組成，每一塊石頭重約兩噸半。此項建築，據估計費去十萬人二十年之力。
但是，也有另外的說法，2006年，費城德萊瑟大學材料工程學教授巴爾·索姆推測，“古埃及人在建造金字塔的上層時，是把混凝土灌入高處的模子內，而不是把巨石拖運到高處。”（全文發表於2006年12月的美國陶瓷協會期刊），當然這種說法也遭到許多人的質疑，其中他們質疑巴爾·索姆的採樣是否是採樣到近代修補金字塔時所用到的水泥。法國建築師讓·皮耶·胡丹於2007年3月31日提出「由內往外蓋」論點，認為是在大金字塔外牆砌一道外置斜坡，接著再建構一條內部螺旋隧道。

## 當代
2012年，埃及伊斯蘭教萨拉菲派领导人穆尔坚·萨利姆·朱哈里呼籲埃及人效法阿富汗塔利班炸毀巴米揚大佛的做法，摧毀金字塔和獅身人面像，理由是它們是「偶像崇拜的象徵」。

## 流行文化
天煞-地球反擊戰

## 外部連結
- WikiMapia的衛星圖（页面存档备份，存于）－WikiMapia的吉薩金字塔群的衛星圖和介紹
- Fsteiger.com - Pyramid （页面存档备份，存于）－ 金字塔泥製坡道理論顯示此建造法可能是不可行的
- Pyramid Live Webcam
- Aldokkan.com - Pyramid （页面存档备份，存于）－ 埃及古王國金字塔 - Aldokkan
- Pyramids of Egypt－ 一個埃及考古愛好者廣泛造訪的網站，包括了12個金字塔公開展示的照片
- Ancient Authors （页面存档备份，存于）－ 一個形容阿蒙涅姆赫特三世在代赫舒爾的金字塔為「迷宮」的網站，引用許多古代作家的描述
- Ancient Egyptian History （页面存档备份，存于）－ 一個廣泛和簡明的教育網站，集中在古埃及所有基本與先進的方面
- Pyramids of Nubia （页面存档备份，存于）－ 一個詳細描述古努比亞（蘇丹）主要金字塔地點的網站
- Ggreat-pyramid.info - Mstarte－ 埃及金字塔的照片與資訊
- Classicalislam.com - Pyramid（页面存档备份，存于）－ 金字塔與伊斯蘭教經典《古蘭經》之間的關係
- Bbc.co.uk - Ancient Egyptians（页面存档备份，存于）－ 古埃及金字塔的圖表，取自Bbc.co.uk